# Sviatlana Tulupava
Sviatlana Tulupava –en bielorruso, Святлана Тулупава– es una deportista bielorrusa que compitió en piragüismo en la modalidad de aguas tranquilas. Ganó una medalla de oro en el Campeonato Europeo de Piragüismo de 2011.

## Palmarés internacional
| Campeonato Europeo | Campeonato Europeo | Campeonato Europeo | Campeonato Europeo |
| Año                | Lugar              | Medalla            | Competición        |
| ------------------ | ------------------ | ------------------ | ------------------ |
| 2011               | Belgrado (Serbia)  | Medalla de oro     | C2 500 m           |